# نابرابری مثلثی

دو مثال از نامساوی مثلثی. مثال پایین حالت خاصی را نشان می‌دهد که مثلث تبدیل به پاره خط شده است.

نابرابری مثلثی (به انگلیسی: Triangle Inequality) در ریاضیات، قضیه‌ای است که بیان می‌دارد در هر مثلث اندازهٔ هر ضلع از مجموع اندازهٔ دو ضلع دیگر کوچکتر و از تفاضل اندازهٔ دوضلع دیگر بزرگتر است.

## قضیه حمار
قضیهٔ حِمار، که به اصل حمار نیز معروف است، قضیه‌ای در هندسه اقلیدسی است که بیان می‌دارد همواره کوتاه‌ترین مسیر بین دو نقطه، خط راستی است که دونقطه را به یکدیگر متصل می کند. این اصل با این استنباط حمار نامیده شده: اگر خری را در یک رأس مثلث قرار دهیم و بوته یا علفی را در رأس دیگر آن، حیوان همواره کوتاه‌ترین مسیر که همان ضلع اتصال دهنده ی خر و علف است را برای رسیدن به غذا بر می‌گزیند. یا اینکه همواره مجموع دو ضلع یک مثلث  از ضلع دیگر آن بیشتر است.
در هندسه به کوتاهترین فاصله بین دو نقطه، ژئودزیک می‌گویند. ژئودزیک دو نقطه در روی سطح با انحنا صفر یک خط راست است. این قضیه را می‌توان توسط حساب وردشی و وردش عنصر فاصله اثبات کرد.